# 妙法寺 (富士市)
妙法寺（みょうほうじ）は、静岡県富士市にある日蓮宗の寺院。旧本山は身延山久遠寺(身延門流)、鏡師法縁(善学会)。俗に「毘沙門さん」と呼ばれている。本来「毘沙門さん」は境内にある鎮守堂のことだが、寺ごと「毘沙門さん」と呼ばれる。

## 創建
『駿河志料』には以下のようにある。
このように前身は日深を開基として寛永年間に創建された寺院であったが、延宝8年（1680年）に高潮で流失したという。その後元禄年間に地元の農人を檀家とし、開山を日脫とする形で現在の砂山の地に移転したという。続いて「毘沙門」について以下のようにある。
このように、寺内には「毘沙門」という建立物が存在している。旧暦正月7日から9日（新暦2月頃）の大祭は、「日本三大だるま市」のひとつに数えられる。

## 山号「香久山」
妙法寺の山号は香久山であるが、この地一帯は天香久山と呼称されていた地であった。そのうち妙法寺の辺りは『駿河志料』に「砂山の地に移し」とあるように、砂山と呼ばれる地であった。
『駿国雑志』の「天の香久山砦」の項に「牲川の辺り砂山の西にあり、今は廃せり」とあり、また「毒龍受牲」の項に「牲淵は吉原砂山の西の方也」とあるように、妙法寺が位置する砂山の西には香久山砦跡と牲淵（三股淵）が位置していた。またこの牲川とは和田川（生贄川）のことである。

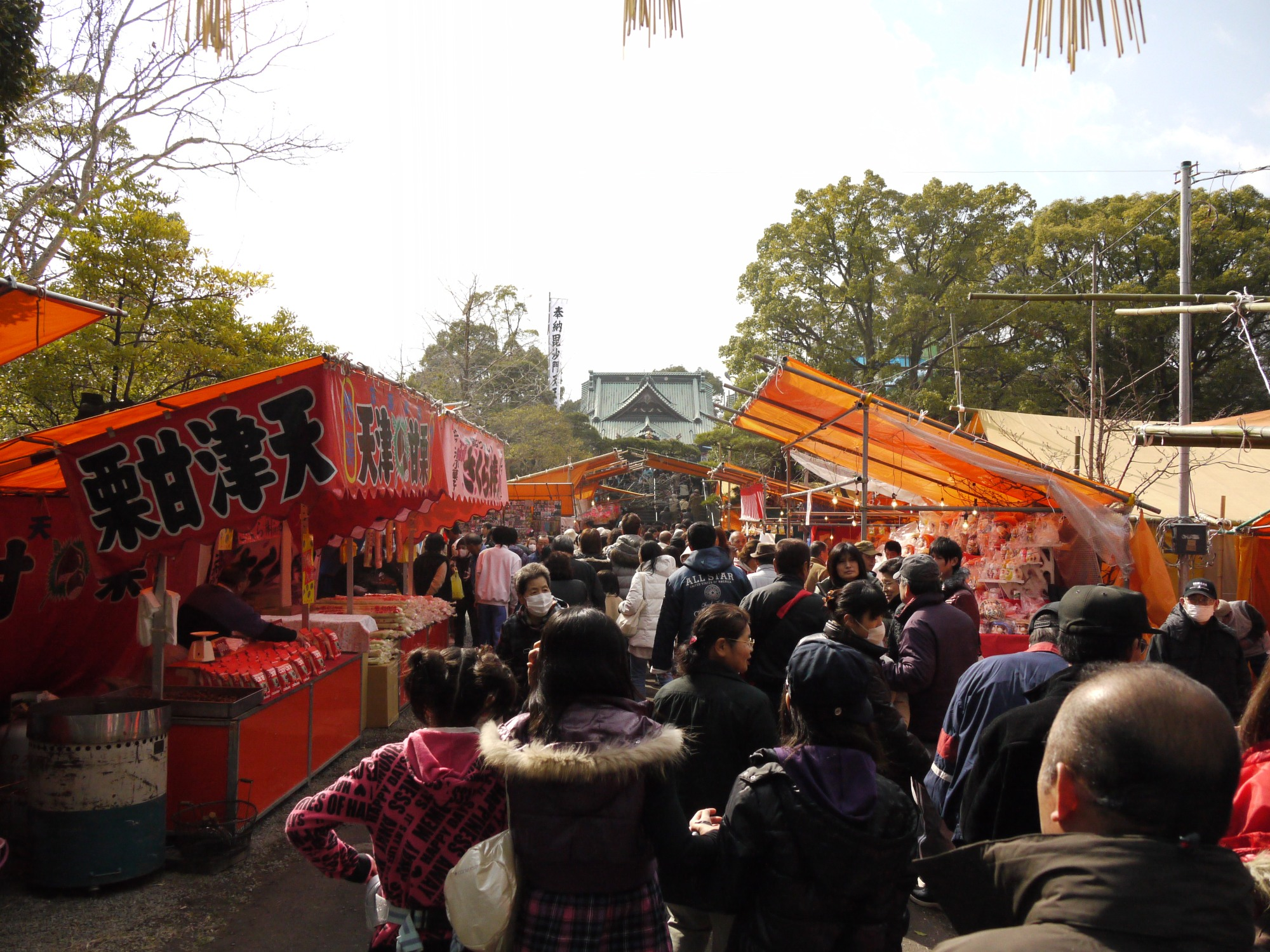
毘沙門天大祭
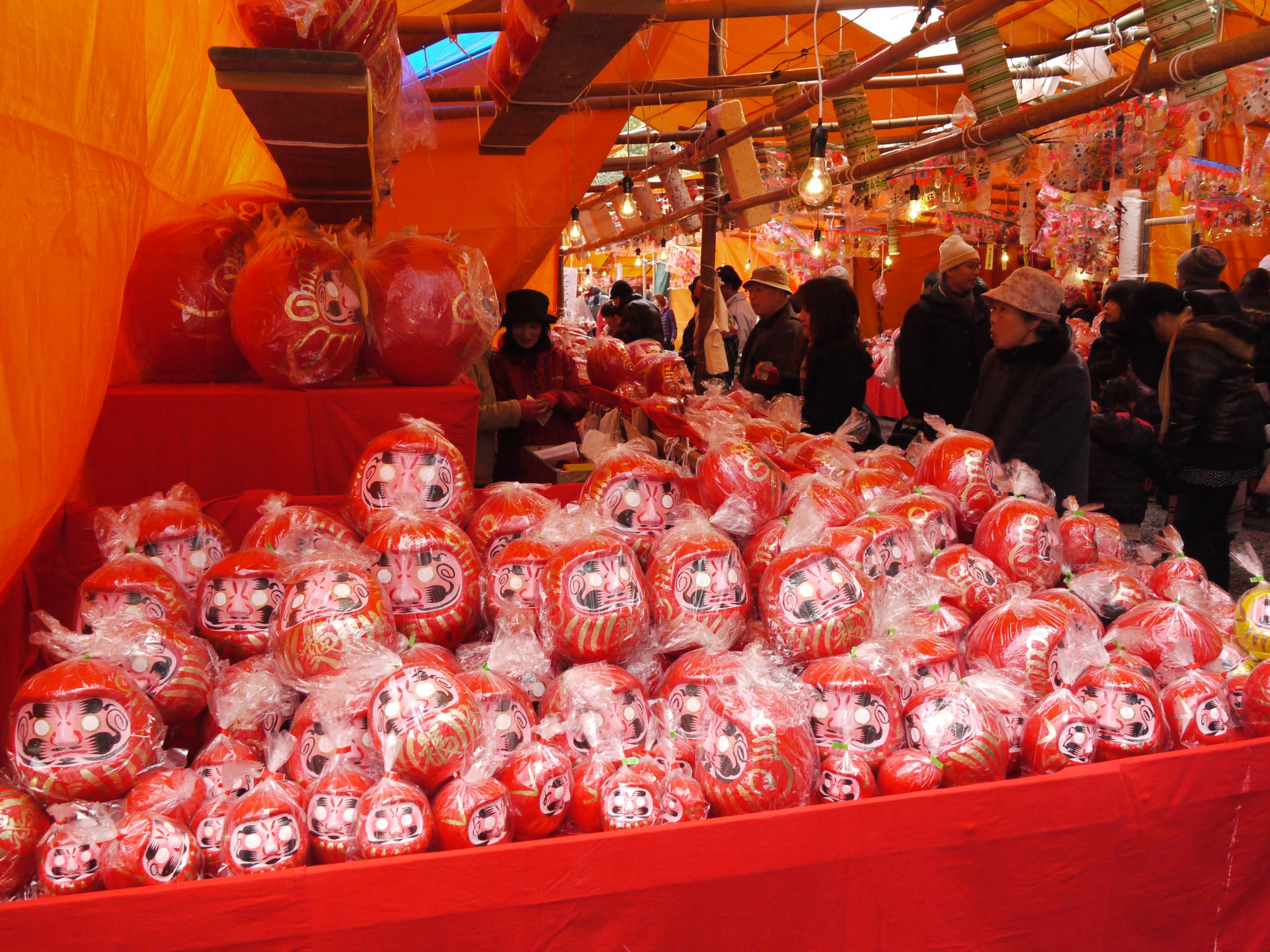
毘沙門天大祭
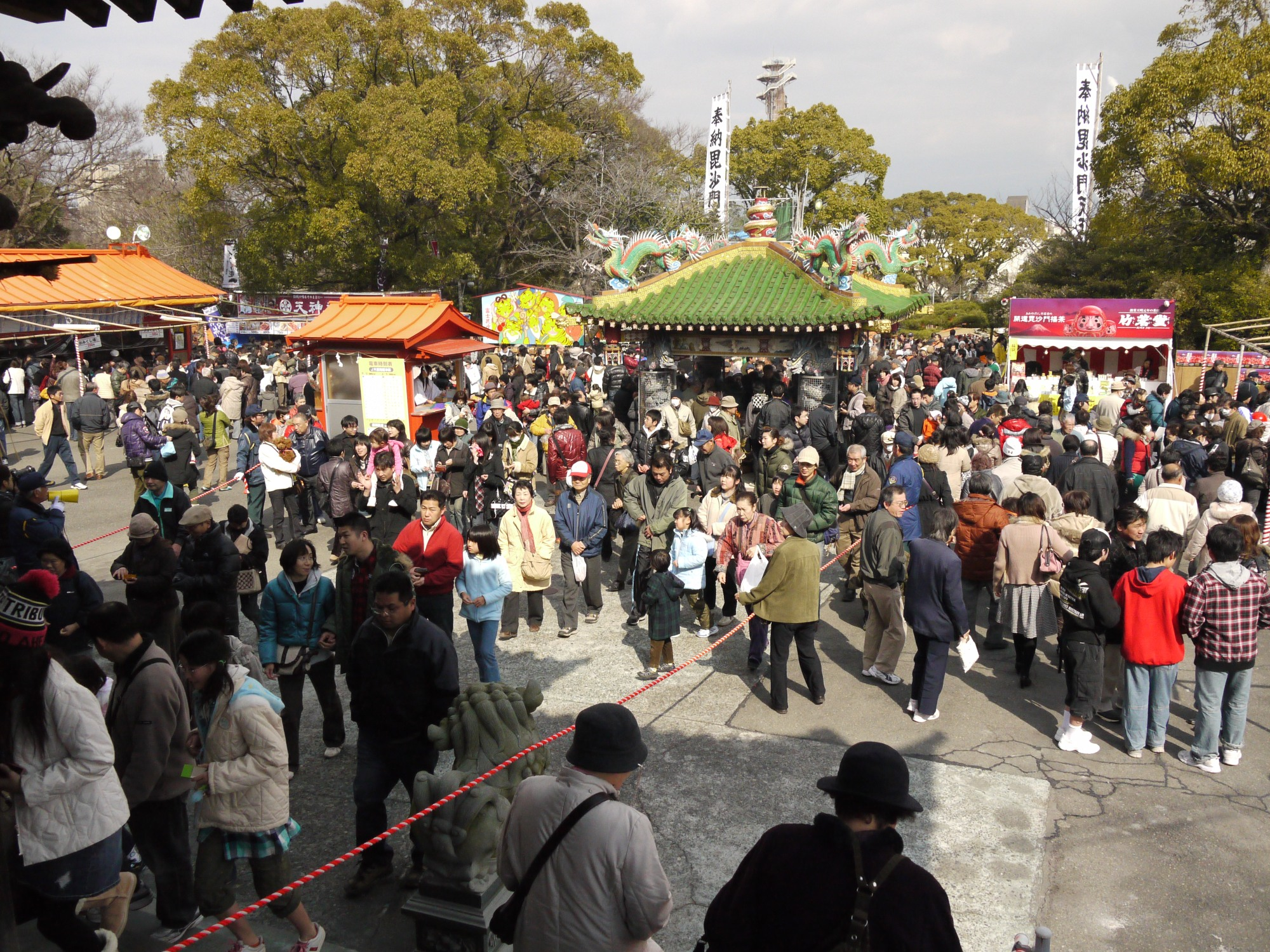
毘沙門天大祭

## 交通アクセス
- 東海道本線吉原駅下車。徒歩10分。